# Добровольцы Такасаго

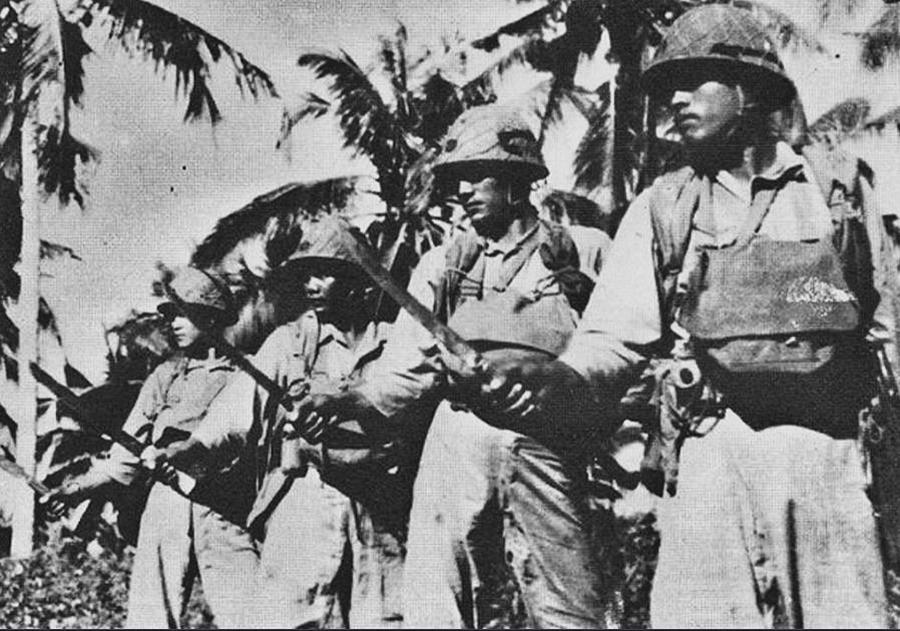
Добровольцы Такасаго

Добровольцы Такасаго (яп. 高砂 義勇隊 Takasago Giyūtai) были солдатами в Императорской армии Японии, состоящей из племён аборигенов Тайваня в течение Второй мировой войны.

## История
После аннексии Тайваня в Японо-китайской войне (1894—1895) в 1894 году, правительство Японии начало политику ассимиляции, направленной к аборигенам Тайваня.
Императорская армия Японии была заинтересованна в использовании тайваньцев в Подразделениях специального назначения, поскольку аборигены были более физически приспособлены к войне в тропических и субтропических регионах Юго-Восточной Азии, чем этнические японцы, и способны вести борьбу с минимальной поддержкой. Японские военные рекрутировали молодых людей из лояльных племён незадолго до начала Второй мировой войны. Общее количество тайваньских солдат было засекречено, предположительно, оно варьировалось от 1800 до 5000 человек. Тренировки проводились под руководством офицеров из школы Накано, которые специализировались в повстанческой и партизанской войне. Первоначально добровольцы использовались в транспортных войсках и войсках снабжения, но с ухудшением состояния Японских Вооружённых сил, добровольцев стали отправлять на фронт как простых солдат. Подразделения, большей своей частью состоящие из добровольцев Такасаго, служили с отличием на Филиппинах, в Индонезии, на Соломоновых островах и в Новой Гвинее, где они сражались против американцев и австралийцев.
К концу войны 15 офицеров и 45 солдат-добровольцев Такасаго были переформированы в специальные силы Каору для самоубийственной миссии, похожей на миссию Гирецу кутейтай, атаковавших взлётно-посадочные полосы Военно-воздушных армейских сил США на острове Лейте.
Добровольцы Такасаго очень известны своими навыками выживания в джунглях. Самым наглядным примером является Тэруо Накамура — японский партизан, найденный в Индонезии в 1975 году. Он жил в полной изоляции на протяжении более 30 лет.

## В культуре
«Takasago Army» — шестой альбом тайваньской хеви-метал группы «Chthonic», рассказывающий об истории добровольцев Такасаго.